# Sloanea tieghemii
Sloanea tieghemii là một loài thực vật có hoa trong họ Côm. Loài này được (F. Muell.) A.C. Sm. miêu tả khoa học đầu tiên năm 1944.